# Аккудук (Западно-Казахстанская область)
Аккудук (каз. Аққұдық) — село в Сырымском районе Западно-Казахстанской области Казахстана. Входит в состав Булдуртинского сельского округа. Код КАТО — 275839200.

## Население
В 1999 году население села составляло 521 человек (257 мужчин и 264 женщины). По данным переписи 2009 года, в селе проживало 476 человек (244 мужчины и 232 женщины).